# اسپلنیوم دقستانیکم
اسپلنیوم دقستانیکم (نام علمی: Asplenium daghestanicum) نام یک گونه از تیره سپرزدارویان است.